# アカハシネッタイチョウ

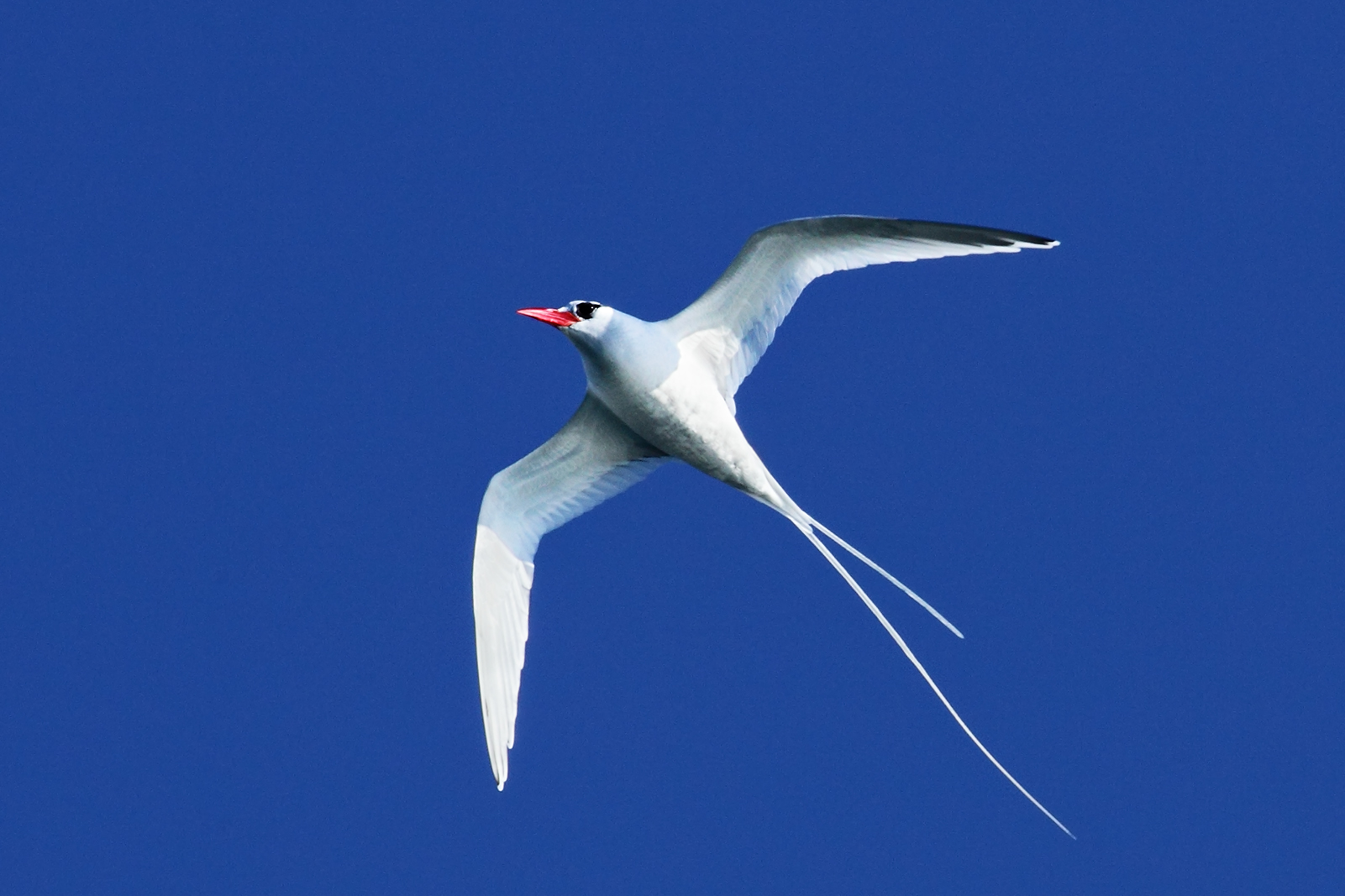
飛翔（セイモア・ノルテ島沖）

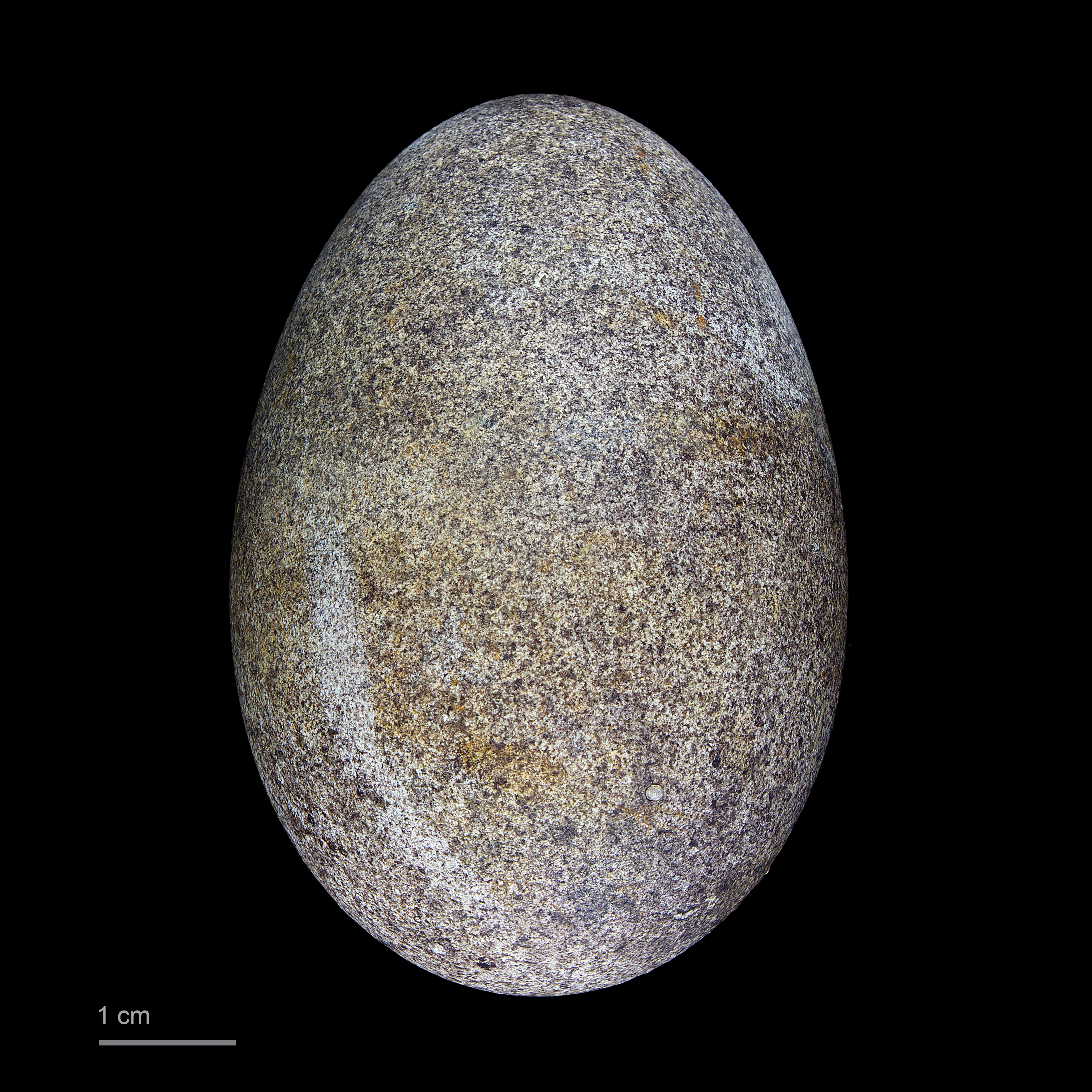
Phaethon aethereus

アカハシネッタイチョウ（学名Phaethon aethereus） は、ネッタイチョウ科に分類される鳥類の1種。

## 形態
体長約48cm (46-50cm) で、成鳥の2本の白い中央尾羽 (46-56cm) を含めた全長は約2倍になる。翼開長は約105cm (99-106cm)。大部分が白く、上面に横縞があり、長い両翼の風切羽には黒斑がある。虹彩は黒褐色で、目の周囲より黒い過眼線をもつ。くちばしは赤色。足は黄色みを帯びる。雌雄同色だが、雄のほうが平均して尾羽がより長い。幼鳥は、長く伸びる尾がなく、背はより暗色で、くちばしが黄色い。
亜種 P. a. indicus は、黒色の過眼線が少なく、くちばしはより橙色を帯びる。

## 分布
東太平洋・大西洋・西インド洋の熱帯域、カリブ海・ペルシャ湾・紅海に生息。

## 生態
主に魚類、特にトビウオ類やイカなどを食べる。トビウオの場合は飛行中に捕らえることがある。食性は地域によって変異があり、インド洋ではイカの比率が増大する。

## 亜種
一般に3亜種が認められている。
- P. a. aethereus　(Linnaeus, 1758)　：本種の基亜種。南大西洋に生息する。
- P. a. mesonauta　(Peters, 1930)　：東太平洋・カリブ海・西大西洋に生息する。
- P. a. indicus　(Hume, 1876)　：別種 P. indicus として扱われることがある。西インド洋・ペルシャ湾・紅海に生息する。

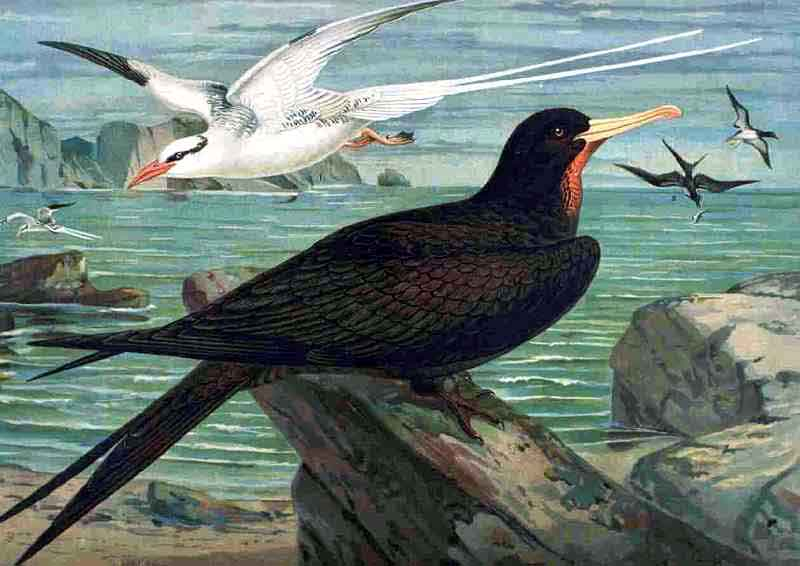
上：アカハシネッタイチョウ
（下：メスグログンカンドリ）